# Кинофестиваль в Мар-дель-Плата
Международный кинофестиваль в Мар-дель-Плата (исп. Festival Internacional de Cine de Mar del Plata) проходит каждый год в ноябре в аргентинском городе Мар-дель-Плата. Фестиваль принадлежит к категории А.

## История
Впервые фестиваль был проведён в 1954 году. В первые годы своего существования он назывался просто Международным кинематографическим кинофестивалем (исп. Festival Cinematografico Internacional) и не предполагал конкурсной программы. С 1959 года был официально причислен к категории А. В 1964 фестиваль на время переместился в Буэнос-Айрес, получив название «Международный кинофестиваль Аргентинской республики» (исп. Festival Cinematografico Internacional de la Republica Argentina), а в 1970 вообще прекратил своё существование, не выдержав конкуренции с фестивалем, проходившим в Рио-де-Жанейро. В течение последующих двадцати пяти лет неоднократно предпринимались попытки возродить фестиваль, но вновь проведён он был лишь в 1996 году.

## Награды
До 2004 года приз носил имя Эрика Джонстона «За гуманизм киноискусства».
С 2004 года призы фестиваля носят название «Астор» в честь Астора Пьяццолы, для которого Мар-дель-Плата была родным городом. Приз вручается в семи номинациях: лучший фильм, лучший режиссёр, лучшая мужская роль, лучшая женская роль, лучший сценарий, лучший латиноамериканский фильм, специальный приз жюри.

## Награждённые фильмы
- «Девчата»
- «Не горюй!»
- «Родная кровь»